# Valentine Quin

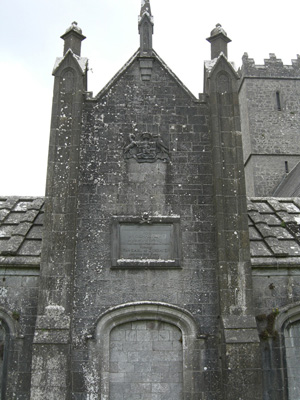

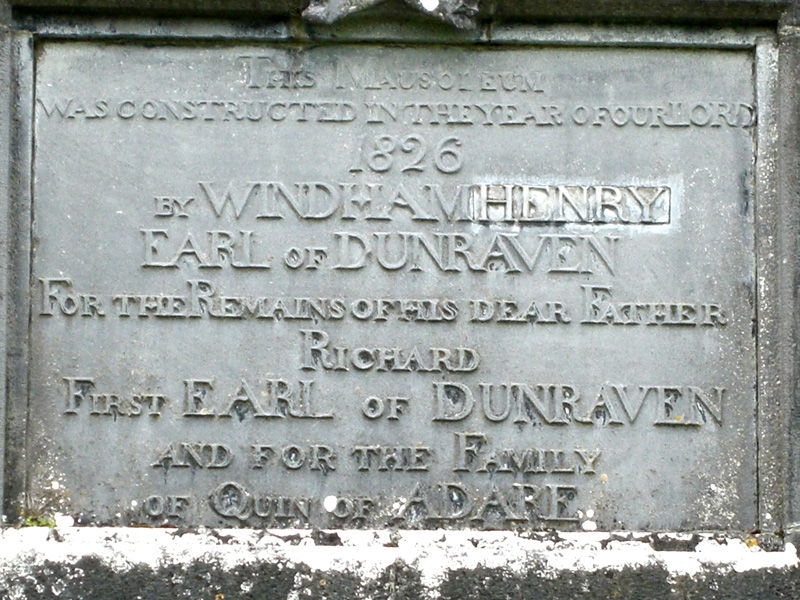

Valentine Richard Quin, 1er Conde de Dunraven y Mount-Earl , 1.er Baronet (30 de julio de 1752 - 24 de agosto de 1824) fue un par irlandés y parlamentario.
Él era el hijo de Windham Quin y Frances Dawson.  Los Quins eran una antigua familia irlandesa que durante mucho tiempo había sido asociada con Adare .  El abuelo del conde había agregado a la riqueza y propiedades de la familia por matrimonio a la heredera Mary Widenham de Kildimo . 
Fue creado un baronet en 1781.  Fue elegido en 1799 como miembro del Parlamento por el antiguo escaño de su padre, Killmallock, en la Cámara de los Comunes de Irlanda , hasta la unión de Irlanda y Gran Bretaña en 1800/01. 
Fue creado Baron Adare el 31 de julio de 1800 - como un firme partidario de la unión política, fue recomendado por Lord Cornwallis - Vizconde Mount-Earl el 3 de febrero de 1816, y Earl of Dunraven and Mount-Earl el 5 de febrero de 1822 , todos los títulos en el Peerage de Irlanda .  Presumiblemente, eligió el título de Dunraven en honor a su nuera, la heredera Caroline Wyndham del Castillo de Dunraven , quien se había casado con su hijo mayor en 1810.  Su condado duró solo dos años hasta su muerte en 1824, cuando su hijo, Windham Henry Quin, se convirtió en el segundo conde de Dunraven y Mountearl.  El apellido se había convertido oficialmente en Wyndham-Quin en 1815.
Se casó en primer lugar con Lady Frances Muriel Fox-Strangways, hija de Stephen Fox-Strangways, primer conde de Ilchester , y su esposa, la ex Elizabeth Horner , el 24 de agosto de 1777.  Tuvieron los siguientes hijos:
- Lady Harriet Quin (fallecida el 13 de diciembre de 1845), casada con Sir William Payne-Gallwey, 1.er Baronet
- Windham Henry Quin, segundo conde de Dunraven (1782–1850)

Se casó en segundo lugar con Margaret Mary Coghlan en 1816.
Está enterrado en la iglesia de San Nicolás de Irlanda en Adare, Condado de Limerick, Irlanda. 